# Dubovka v Zapomenutém údolí
Dubovka v Zapomenutém údolí je památné stromořadí u bývalé osady Bystřice (Fuxova Huť, Fuchsova Huť, Fichtenbach) na jihozápad od České Kubice. Alej je dlouhá 800 m a tvoří ji 86 dubů letních (Quercus robur L.), které rostou v nadmořské výšce 560 m, podél nepoužívané cesty a zaniklého umělého náhonu z Chladné Bystřice směrem k Folmavě. Stromy jsou číslovány a je rozlišeno zda rostou na levé či pravé straně aleje. Číslování a stranová orientace je od severu k jihu, tedy směr od bývalé osady Bystřice. Stáří stromů je 150 let, obvody kmenů se pohybují v rozmezí 144–397 cm, výška korun 8–26 m (měřeno 2009). Alej je chráněna od 26. května 2009 jako krajinná dominanta, významný krajinný prvek, významné vzrůstem, esteticky zajímavé stromy.

## Zajímavost
Spisovatel Jan Vrba do této lokality zasadil děj svého románu Zapomenuté údolí. Na jeho počest byla alej slavnostně otevřena v roce 2009.
O údržbu se starají pracovníci Domažlických městských lesů. Ti už dlouhé roky odstraňují náletové dřeviny v prostoru nynější aleje.